# Johannes Singhammer

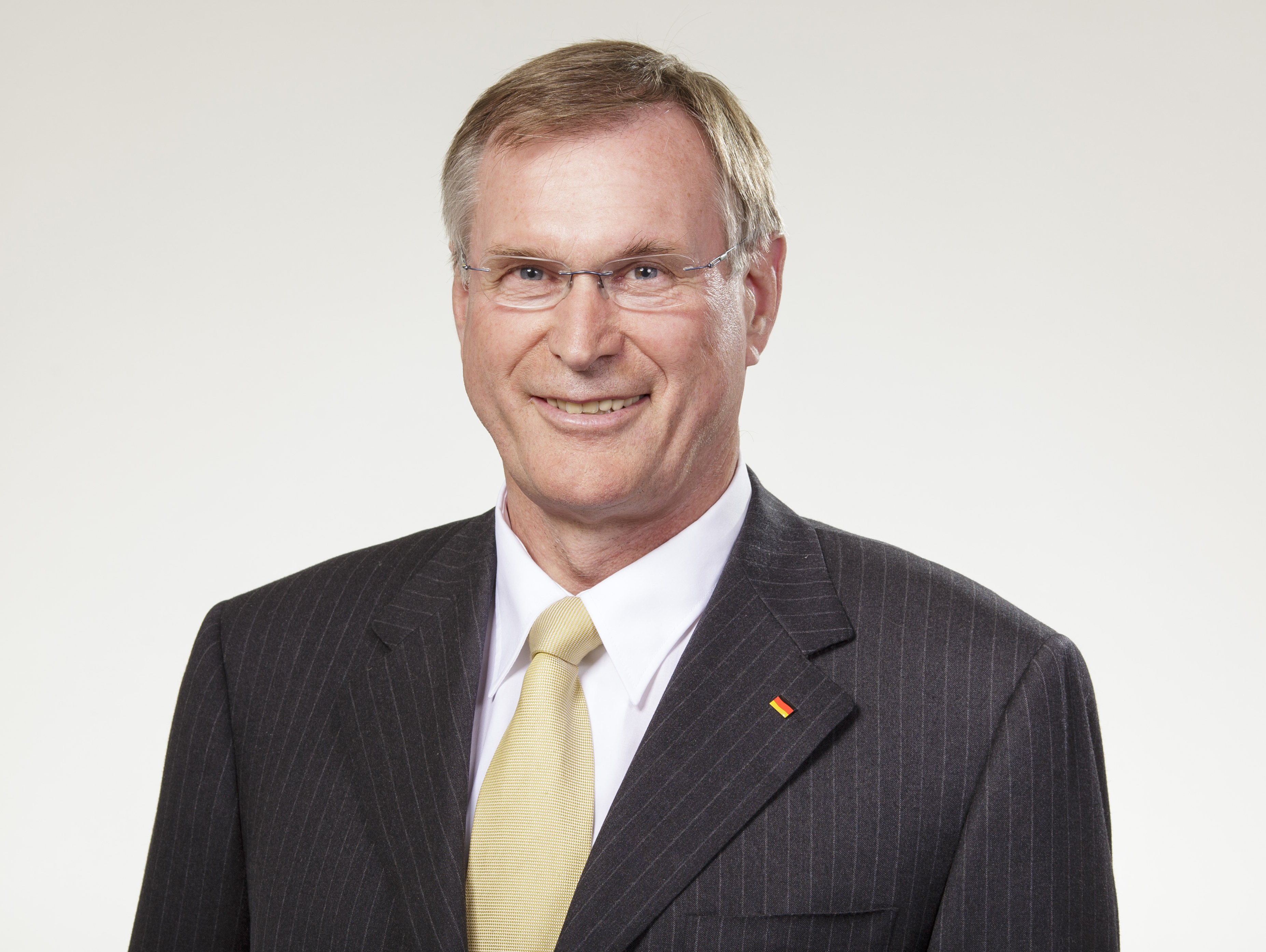
Johannes Singhammer

Johannes Singhammer (* 9. Mai 1953 in München) ist ein deutscher Politiker (CSU) und seit 2018 stellvertretendes Mitglied der G 10-Kommission. Von 2013 bis 2017 war er während der 18. Wahlperiode Vizepräsident des Deutschen Bundestages.

## Leben und Beruf
Nach dem Abitur 1973 am Albert-Einstein-Gymnasium in München absolvierte Singhammer das Studium der Rechtswissenschaften an der Ludwig-Maximilians-Universität München, welches er 1978 mit dem Ersten juristischen Staatsexamen abschloss. Nach Ableistung des Referendariats legte er 1981 auch das Zweite juristische Staatsexamen ab und trat als Verwaltungsrat in den Dienst der Landeshauptstadt München. 1986 wechselte er in das Bayerische Staatsministerium des Innern. Singhammer war dort bis 1990 als Büroleiter des Staatssekretärs Peter Gauweiler tätig. 1990 wechselte er in das Bayerische Staatsministerium für Landesentwicklung und Umweltfragen, wo er zuletzt das Grundsatzreferat leitete. Singhammer ist Kuratoriumsmitglied des Deutschen Familienverbandes.
Johannes Singhammer ist verheiratet, katholisch und hat sechs Kinder.

## Partei
1972 trat Singhammer in die Junge Union und die CSU ein. Er war von 1980 bis 1982 Vorsitzender des JU-Bezirksverbandes München und von 1999 bis 2003 des CSU-Bezirksverbandes München.

## Abgeordneter
Johannes Singhammer war von 1994 bis 2017, mit einer kurzen Unterbrechung 2005, Mitglied des Deutschen Bundestages.
Singhammer war von 1998 bis 2002 arbeits- und sozialpolitischer Sprecher der CSU-Landesgruppe und 2002 bis 2005 Sprecher der CSU-Landesgruppe für Wirtschaft und Arbeit, Tourismus, Bildung und Forschung. Von November 2005 bis November 2009 war er Vorsitzender der Arbeitsgruppe Familie, Senioren, Frauen und Jugend der CDU/CSU-Bundestagsfraktion. Von 2009 bis 2013 war er stellvertretender Vorsitzender der CDU/CSU-Fraktion im Deutschen Bundestag, zuständig für Gesundheit sowie Ernährung, Landwirtschaft und Verbraucherschutz.
Singhammer wurde 1994, 2009 und 2013 als Direktkandidat des Wahlkreises München-Nord in den Bundestag gewählt und setzte sich damit 2009 gegen den SPD-Konkurrenten Axel Berg durch, gegen den er 1998, 2002 und 2005 unterlag. Zuvor war er über die Landesliste eingezogen, 2005 nur als Nachrücker für Edmund Stoiber, der nach der Bundestagswahl das Mandat in Berlin nicht antrat. Singhammer war damals bayernweit der einzige CSU-Kandidat, der das Direktmandat verfehlt hatte.
Von Oktober 2013 bis zum Ende der 18. Wahlperiode war er Vizepräsident des 18. Deutschen Bundestages.
Bei der Bundestagswahl 2017 hat Singhammer nicht wieder für den Bundestag kandidiert.

## Politische Positionen
Singhammer forderte im September 2012 eine Verschärfung des sogenannten Blasphemie-Paragrafen im deutschen Strafgesetzbuch, nachdem das islamfeindliche Schmähvideo Innocence of Muslims in einigen Ländern zu gewalttätigen Ausschreitungen geführt hatte.
Am 30. September 2016 legte Singhammer gemeinsam mit den Bundestagsabgeordneten Michael Kretschmer und Markus Blume einen „Aufruf zu einer Leit- und Rahmenkultur“ vor. Darin wird der umstrittene Begriff Leitkultur als „verbindende Rahmenkultur“ bezeichnet. In gesellschaftlich unruhigen Zeiten brauchten die Menschen Orientierung, die sie in Begriffen wie „Heimat und Patriotismus“ sowie eben in der „Leitkultur“ finden würden. Konkret wurden der Gebrauch der deutschen Sprache, bewährte Umgangsformen, die geistige Tradition der Aufklärung sowie Deutschlands Nationalsymbole wie die Fahne und die Hymne genannt. Der Aufruf war motiviert unter anderem durch die Erfolge der rechtspopulistischen Partei Alternative für Deutschland bei den Landtagswahlen 2016.

## Auszeichnungen
- Bayerischer Verdienstorden (2010)
- Bundesverdienstorden am Bande (2010)
- Goldenes Ehrenzeichen der Kassenzahnärztlichen Vereinigung Bayerns (2013)
- Komturkreuz des Verdienstordens von Ungarn (2014).
- 2017 erhielt er aus den Händen von Barbara Stamm die Bayerische Verfassungsmedaille in Silber.[9]
- Päpstlicher Gregoriusorden (Komtur)[10]